# Mathieu Le Roux
Pour les articles homonymes, voir Le Roux.
Mathieu Le Roux est un joueur international de rink hockey né le 14 novembre 1991. Formé à Ploufragan, il fait ses débuts sur le terrain de l'élite avec Saint-Brieuc où il reste cinq saisons. En 2014, il évolue au sein de l'équipe première de SCRA Saint-Omer.

## Parcours sportif
En 2013, il participe au championnat du monde de rink hockey . L'année suivante, il est de nouveau retenu en équipe nationale pour participer au championnat d'Europe.